# 50 kilomètres marche féminin aux championnats du monde d'athlétisme 2017
Pour un article plus général, voir Championnats du monde d'athlétisme 2017.
Navigation
Doha 2019
Le 50 kilomètres marche féminin des championnats du monde de 2017 se déroule le 13 août 2017 dans The Mall de Londres, au Royaume-Uni. Il est disputé pour la première fois par des femmes dans le cadre des championnats du monde d'athlétisme. La décision d'introduire cette nouvelle épreuve seulement quelques semaines avant les Championnats provoque la controverse. Le départ a lieu en même temps que l'épreuve masculine.

## Critères de qualification
Pour se qualifier pour les championnats, il faut avoir réalisé 4 h 30 min 25 s ou moins entre le 1er janvier 2016 et le 23 juillet 2017.

## Médaillées
| Or             | Argent   | Bronze       |
| Inês Henriques | Yin Hang | Yang Shuqing |

## Engagées
L'épreuve du 50 km marche féminin se dispute pour la première fois dans le cadre des championnats du monde d'athlétisme. Sept athlètes seulement figurent dans la liste des engagées : la Portugaise Inês Henriques, les Chinoises Yin Hang et Yang Shuqing, les Américaines Susan Randall, Kathleen Burnett et Erin Talcott, et la Brésilienne Nair de Rosa.

## Résultat
| Rang               | Nom                 | Nationalité | Temps           | Notes |
| ------------------ | ------------------- | ----------- | --------------- | ----- |
| Médaille d'or      | Inês Henriques      | Portugal    | 4 h 05 min 56 s | WR    |
| Médaille d'argent  | Yin Hang            | Chine       | 4 h 08 min 58 s | AR    |
| Médaille de bronze | Yang Shuqing        | Chine       | 4 h 20 min 49 s | PB    |
| 4                  | Kathleen Burnett    | États-Unis  | 4 h 21 min 51 s | AR    |
| —                  | Erin Taylor-Talcott | États-Unis  | DQ              |       |
| —                  | Nair da Rosa        | Brésil      | DNF             |       |
| —                  | Susan Randall       | États-Unis  | DNF             |       |

## Légende
Records et Performances
- AR : Record continental (area record)
- CR : Record des championnats (championship record)
- MR : Record du meeting (meet record)
- NR : Record national (national record)
- OR : Record olympique (olympic record)
- PR : Record paralympique (paralympic record)
- PB : Record personnel (personal best)
- SB : Meilleure performance personnelle de la saison (season's best)
- WL : Meilleure performance mondiale de l'année (world leader)
- WJR : Record du monde junior (world junior record)
- WR : Record du monde (world record)

Circonstances et Conditions
- DNF : N'a pas terminé (did not finish)
- DNS : N'a pas pris le départ (did not start)
- DQ : Disqualification (disqualification)
- NM : Aucun essai valable enregistré (No Mark)
- Q : Qualifié « directement » au prochain tour (ou à la prochaine compétition), lors d'une compétition majeure, grâce au classement ou à la réalisation des minima (automatic qualifier)
- q : Qualifié au prochain tour (ou à la prochaine compétition), lors d'une compétition majeure, grâce au repêchage ou à la réalisation de l'une des meilleures performances parmi celles des « non qualifiés directement » (grâce au meilleur temps ou à la meilleure distance par exemple) (secondary qualifier)